# Bernard Fort
Vous pouvez aider à l'améliorer ou bien discuter des problèmes sur sa page de discussion.
- Il ne cite pas suffisamment ses sources. Vous pouvez indiquer les passages à sourcer avec {{référence nécessaire}} ou {{Référence souhaitée}}, et inclure les références utiles en les liant aux notes de bas de page. (Marqué depuis février 2021)
- Sa forme n’est pas encyclopédique et ressemble trop à un curriculum vitæ. Modifiez le texte pour aider à le transformer en article neutre. (Marqué depuis février 2021)

- Archive Wikiwix
- Bing
- Cairn
- DuckDuckGo
- E. Universalis
- Gallica
- Google
- G. Books
- G. News
- G. Scholar
- Persée
- Qwant
- (zh) Baidu
- (ru) Yandex
- (wd) trouver des œuvres sur Wikidata

Pour les articles homonymes, voir Bernard Fort (homonymie) et Fort.
Bernard Fort (8 juin 1954, Lyon, France) est un compositeur de musique électroacoustique résidant à Lyon, France.

## Biographie
Cofondateur et responsable du Groupe de musiques vivantes de Lyon jusqu’en 2018, il a longtemps enseigné la composition électroacoustique à l’ENM de Villeurbanne.
Il travaille également en relation avec le Groupe de recherches musicales de l’INA pour des compositions, des émissions radiophoniques.
Ornithologue et compositeur, son travail musical est essentiellement consacré au genre acousmatique.
Il réalise des travaux pour les musées[C'est-à-dire ?] ainsi que des expositions, installations sonores, documents didactiques et productions radiophoniques.
Ses activités s’exercent en Europe, en Amériques et en Asie.
Il assure régulièrement des formations sur la prise de son naturaliste et les techniques d’écriture en studio.
En composition il s’intéresse depuis toujours aux limites entre abstraction et figuration, naturel et culturel.[réf. nécessaire]
Il reçoit en 1993 le prix Concours International de Bourges ; en 1994, 1995 et 1996 le prix Chasseurs de Sons de France Culture ; en 1996 le prix Villa Médicis « Hors les Murs ».[réf. nécessaire]

## Discographie
- Fractals (1981, commande Fnac ; Metamkine mkcd018)
- Le tombeau William Byrd (1982 ; GMVL D01)
- Architecture du plan (1987 ; Faust 90 SC 658)
- Alice ou la boîte à images (1988 ;GMVL CD08 ; Edition Fuzeau)
- 12 Haïku (1989-90 ; GMVL CD010)
- Méditation sur la tour de Babel (1991, commande d’Etat ; 38e Rugissant CD ED 13027)
- Le Voyage d’Alice (1991, commande d’Etat ; Edition Fuzeau)
- L’impatience des limites (1992, commande GRM-INA ; GMVL CD010)
- Flânerie musicale (1995, GMVL 016)
- Messe pour le mois d’octobre (1996 ; Interensemble CRR9610)
- Paysages Canadiens (1996 ;  Frémeaux & Associés FA 634)
- Danube sauvage (1997 ; SITTELLE SIT 30030-2)
- Nocturnes du monde (1997 ; SITTELLE SIT 30031-2)
- Compositions ornithologiques (1996 ; commande d’Etat ;38e Rugissant CD ED 38R002)
- Le matin des oiseaux (2000 ; SITTELLE  SIT 30042-2)
- Les concerts de la nuit (2003, SITTELLE SIT S001 double CD)
- Lumière dans la nuit[2] (Empreintes digitales, IMED 0371)
- La parole immobile (2007, GMVL CD030)
- La Galerie de Portraits (2007, GMVL CD 33)
- Messiaen raconté par ceux qui l’ont connu et les oiseaux de Petichet (2008, GMVL CD 34)
- Le Miroir des oiseaux (2009, GMVL CD 36)
- Paysages Sonores de Sardaigne (2010, Frémeaux et associés, FA 686)
- Forêts et Montagne Corse (2011, Frémeaux et associés, FA 685)
- Paysages de Toscane (2012, Frémeaux et associés, FA 695)
- La Pluie (2012, Frémeaux et associés, Musée du Quai Branly, FA 693)
- Paysages sonores du Mexique (2014, Frémeaux et associés, FA 698)
- L’Orage (2016, Frémeaux et Associés, FA 711)
- Paysages sonores de l’Inde du Sud (2018, Frémeaux et Associés)
- 2020 : Fractals[3] chez INA-GRM